# Louis Chauvet
Pour les articles homonymes, voir Chauvet.
Œuvres principales
L'Air sur la quatrième corde
Louis Chauvet, né le 27 juillet 1906 à Perpignan et mort le 18 avril 1981 à Menucourt dans le Val-d'Oise, est un journaliste et écrivain français, lauréat du prix Interallié en 1953.

## Biographie
Fils de l'historien régionaliste Horace Chauvet, Louis Chauvet devient journaliste au Temps, à Comœdia, au Figaro où il exerce principalement dans les pages culture pour le cinéma. À ce titre il fut le président de la Fédération internationale de la presse cinématographique. Également romancier, il obtient en 1953 le prix Interallié.

## Œuvre
- 1949 : Furieusement tendre
- 1953 : L'Air sur la quatrième corde — prix Interallié
- 1956 : La Petite Acrobate de l'Helvétia
- 1961 : Le Cinéma à travers le monde (essai) coécrit avec Jean Fayard et Pierre Mazars